# دایمنشن دیتا
دایمنشن دیتا (انگلیسی: Dimension Data) شرکت فناوری اطلاعات در آفریقای جنوبی است، که در سال ۱۹۸۳ تأسیس شد.